# آخرین قاب خالی
آخرین قاب خالی فیلم ایرانی است که این اثر در سال ۱۳۸۸ توسط هنرمندی بنام مرتضی هرندی کارگردانی شد.

## خلاصه فیلم
«آخرین قاب خالی» داستان کاوش مارال در پی یافتن خاله ماهرخ است، خاله‌ای که در سال‌های پر تب و تاب ابتدای انقلاب و 8 سال جنگ تحمیلی، به دنبال تضاد اعتقادی عمیق، از خانواده خود بریده، اما در تمام این سال‌ها هنوز هم جای خالی تصویر او در میان قاب عکس‌های خاطرات تلخ و شیرین"سولماز"(مادر ماهرخ و مادربزرگ مارال) خالی است و در مرور داستان زندگی مادربزرگ بیمار برای مارال، در فضایی مالامال از حسرت و اندوه خودنمایی می‌کند.
ارتباط عاطفی عمیق بین مارال (که حالا دانشجوی رشته تئاتر و هنرمند این عرصه است) با مادربزرگش که روزی به عنوان اولین زن بازیگر تئاتر ایران روی صحنه نمایش‌های گیلان به ایفای نقش می‌پرداخته، مارال را وامی دارد تا جستجویی را برای پیدا کردن خاله ماهرخ آغاز کند، اما خاله ماهرخ تنها نیست و حوادث غیرقابل پیش‌بینی‌ای درانتظار مارال است، حوادثی که ماجراهای "آخرین قاب خالی" را رقم می‌زنند و صحنه‌های دیدنی به وقوع می‌پیوندد.

## بازیگران
| بازیگر         | نقش                |
| -------------- | ------------------ |
| نسرین مقانلو   | ماهرخ              |
| فریبا نادری    | مارال              |
| نیکو خردمند    | مادر بزرگ (سولماز) |
| سولماز آقمقانی | آیناز              |
| حمید طالقانی   | الفت               |
| الناز صادقی    | آیسن               |
| رضا عطایی      | سارق               |
| حبیب ثامنیه    | دومان              |
| سیامک اشعریون  | راننده             |
| صنم صالحی      | جنگ زده            |

## عوامل
| سمت                 | نام                         |
| ------------------- | --------------------------- |
| مجری طرح            | مرتضی هرندی                 |
| بازنویس فیلمنامه    | علی حسینی                   |
| طرح فیلمنامه        | بهزاد عشقی                  |
| طراح گریم           | پدرام زرگر                  |
| مدیر تولید          | مسعود عسگری                 |
| صدابردار            | مجید میرزایی                |
| طراح صحنه و لباس    | غفار رضایی                  |
| امور مالی           | ندا قائدان                  |
| مدیر تدارکات        | مرتضی افضلی                 |
| دستیار اول کارگردان | حمید طالقانی                |
| ناظر کیفی           | علیرضا اسحاقی               |
| برنامه ریز          | مسعود عسگری                 |
| مدیر تدارکات        | مرتضی افضلی                 |
| دستیار دوم کارگردان | صنم صالحی                   |
| منشی صحنه           | ژولیت نیکو غاسیان           |
| عکاس                | سارا اردبیلی - حمید طالقانی |

## جزئیات
- ژانر: درام
- رنگ: رنگی
- صدا: مونو
- لوکیشن: تهران